# Bagnolet
Bagnolet (franskt uttal: [baɲɔlɛ]
 ( lyssna)) är en kommun i departementet Seine-Saint-Denis i regionen Île-de-France i norra Frankrike. Kommunen ligger i kantonen Bagnolet som tillhör arrondissementet Bobigny. År 2022 hade Bagnolet 41 776 invånare.
Kommunen ligger 5,2 kilometer från Paris.

## Befolkningsutveckling
| Befolkningsutvecklingen i Bagnolet 1968–2021 | Befolkningsutvecklingen i Bagnolet 1968–2021 | Befolkningsutvecklingen i Bagnolet 1968–2021 | Befolkningsutvecklingen i Bagnolet 1968–2021 | Befolkningsutvecklingen i Bagnolet 1968–2021 |
| -------------------------------------------- | -------------------------------------------- | -------------------------------------------- | -------------------------------------------- | -------------------------------------------- |
|                                              |                                              |                                              |                                              |                                              |
| År                                           |                                              |                                              | Folkmängd                                    |                                              |
| 1968                                         | 1968                                         |                                              | 34 038                                       |                                              |
| 1975                                         | 1975                                         |                                              | 35 906                                       |                                              |
| 1982                                         | 1982                                         |                                              | 32 557                                       |                                              |
| 1990                                         | 1990                                         |                                              | 32 600                                       |                                              |
| 1999                                         | 1999                                         |                                              | 32 511                                       |                                              |
| 2007                                         | 2007                                         |                                              | 34 269                                       |                                              |
| 2015                                         | 2015                                         |                                              | 35 881                                       |                                              |
| 2021                                         | 2021                                         |                                              | 39 366                                       |                                              |